# Valdiviana edwardsina
Valdiviana edwardsina är en tvåvingeart som beskrevs av Alexander 1929. Valdiviana edwardsina ingår i släktet Valdiviana och familjen storharkrankar. Inga underarter finns listade i Catalogue of Life.